# Rifugio Città di Busto
Il rifugio Città di Busto è un rifugio alpino in alta Val Formazza, nella provincia del Verbano-Cusio-Ossola, a 2.480 m s.l.m.

## Storia

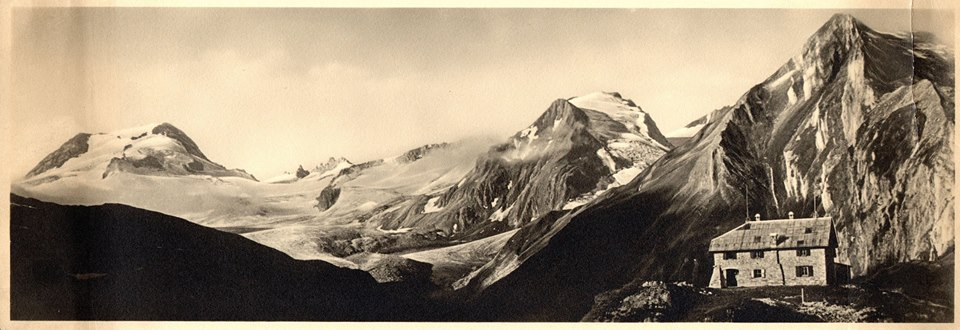
Foto del rifugio scattata nel 1935

Il rifugio, di proprietà della sezione di Busto Arsizio del CAI, fu costruito tra il 1926 ed il 1927 su progetto dell'architetto Silvio Gambini, ed inaugurato il 20 settembre 1927.

## Caratteristiche e informazioni
È una costruzione in muratura di pietrame a due piani, rivestita internamente in legno. Offre un totale di 52 posti letto; è dotato di acqua corrente interna, docce calde, telefono pubblico, ed impianto di riscaldamento elettrico. Offre servizio di alberghetto, ed è di proprietà del CAI di Busto Arsizio. Il piccolo locale invernale dispone di 2 posti letto con materassi e coperte.
Il rifugio è aperto dal primo week-end di giugno fino alla fine di settembre, salvo avverse condizioni meteo.

## Accessi

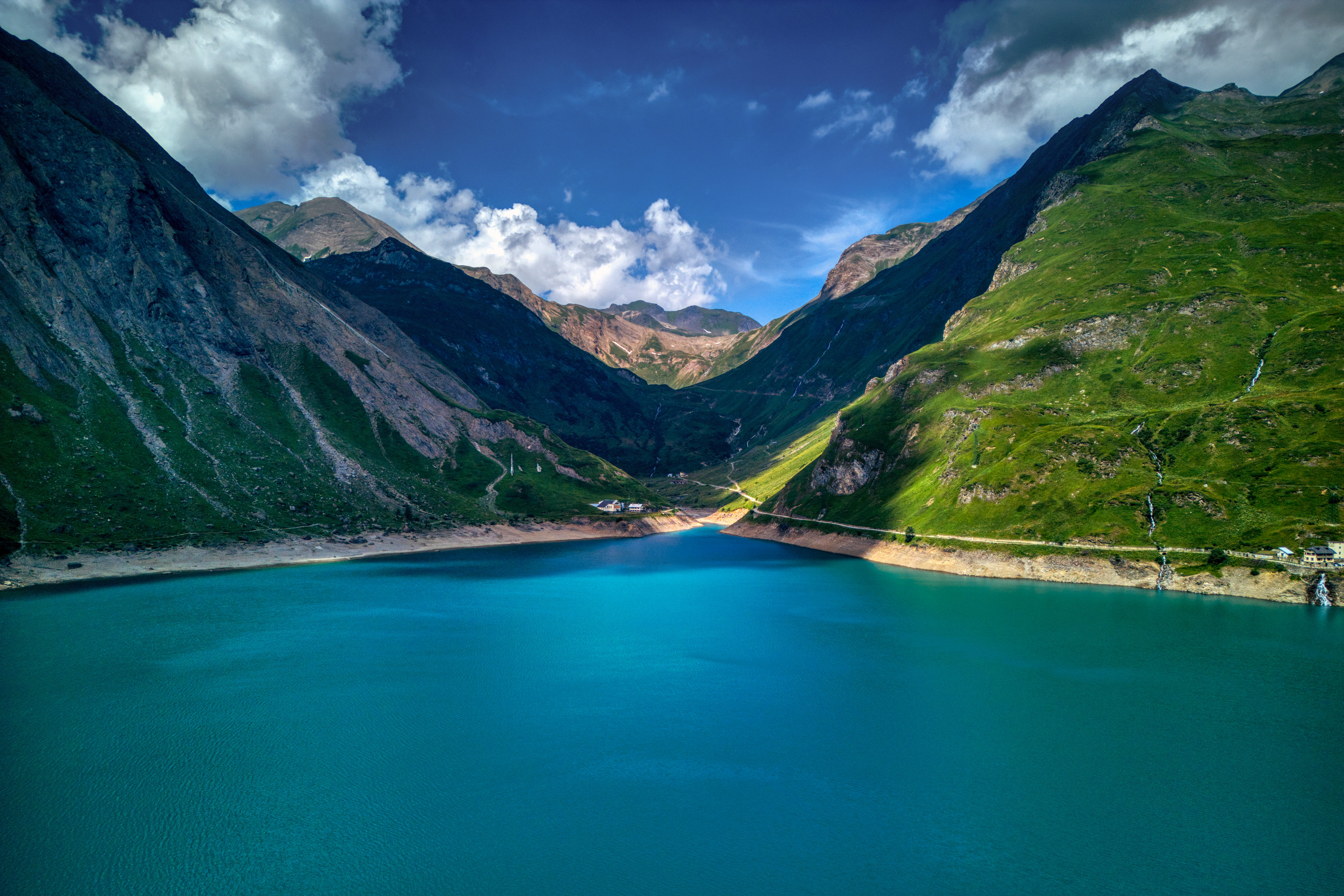
lago di Morasco

Si accede al rifugio dal lago di Morasco, punto d'arrivo della statale della val Formazza. Da qui, seguendo una strada sterrata, si sale all'Alpe Bettelmatt, dove parte il sentiero diretto al piano dei camosci, seguendo il quale si arriva al rifugio. L'itinerario è di tipo escursionistico, classificato con difficoltà T.

## Ascensioni
- Blinnenhorn (3.375 m)
- Siedel Rothorn (3.287 m)
- Punta dei Camosci (3.046 m)

## Traversate
- Rifugio 3A (2.960 m)
- Rifugio Cesare Mores (2.505 m) ed al rifugio Somma Lombardo (2.561 m)
- Rifugio Claudio e Bruno (2.710 m)
- Rifugio Maria Luisa (2.157 m)
- Rifugio Margaroli (2.194 m)
- Rifugio Miryam (2.050 m)
- Binntalhütte in Svizzera per il passo del Sabbione.

Il rifugio si trova sul percorso dell'Alta Via delle Alpi Ossolane, di cui è punto tappa. È inoltre a breve distanza dal percorso blu della Via Alpina.

## Altre attività
Nelle vicinanza del rifugio è stata aperto nel 2004 un sito d'arrampicata destinato principalmente ad uso didattico.